# Zach Bogosian
Zach Bogosian (ur. 15 lipca 1990 w Massena) – amerykański hokeista. Reprezentant USA.
Jego brat Aaron (ur. 1987) także jest hokeistą.

## Kariera
- Cushing Academy (2005–2006)
- Peterborough Petes (2006–2008)
- Atlanta Thrashers (2008–2011)
  -  Chicago Wolves (2008)
- Winnipeg Jets (2011-2015)
- Buffalo Sabres (2015-2020)
- Tampa Bay Lightning (2020)
- Toronto Maple Leafs (2020-2021)
- Tampa Bay Lightning (2021-2023)
- Minnesota Wild (2023-)

W wieku juniorskim grał przez dwa sezony w lidze OHL w ramach CHL. W drafcie NHL z 2008 został wybrany przez Atlanta Thrashers z numerem trzecim. W barwach tego klubu grał przez trzy sezony rozgrywek NHL. W 2011 został zawodnikiem kanadyjskiego klubu Winnipeg Jets. We wrześniu 2011 przedłużył kontrakt z klubem o dwa lata, a w lipcu 2013 prolongował umowę o siedem lat. Od lutego 2015 zawodnik Buffalo Sabres. W lutym 2020 odszedł z klubu. W tym czasie przeszedł do Tampa Bay Lightning na czas do zakończenia sezonu NHL (2019/2020). W październiku 2020 przeszedł do Toronto Maple Leafs. Pod koniec lipca 2021 ogłoszono jego ponowny transfer do Tampa Bay Lightning i trzyletni kontrakt. W listopadzie 2023 został zaangażowany przez Minnesota Wild.
Uczestniczył w turnieju mistrzostw świata w 2009.

## Sukcesy
Klubowe
- Puchar Stanleya: 2020 z Tampa Bay Lightning

Indywidualne
- OHL 2006/2007:
  - Drugi skład gwiazd pierwszoroczniaków
- OHL i CHL 2007/2008:
  - Pierwszy skład gwiazd OHL
  - CHL Top Prospects Game